# Karl Altrichter
Karl Friedrich Altrichter (Lübben, 1844. június 9. – Berlin, 1917. április 23.) német író.

## Élete
Carl Friedrich Altrichter és Juliane Henriette Schüssler gyermeke volt. Középiskoláit szülővárosában végezte, később közhivatalt vállalt. 1879-ig a sandowi járási bíróságon dolgozott (ma Cottbus része), ezután a Wusterhausen/Dosse-i járási bíróság titkára, 1889-től a berlini regionális bíróság titkára volt. 1892-ben lett a berlini Gesellschaft für Heimatkunde der Provinz Brandenburg (Brandenburg tartomány Helytörténeti Társasága) tagja.

## Munkái
- Erinnerungsblätter. Leipzig, 1875
- Wie man zu seinem Gelde kommt, 1882
- Gedenkblätter zum 9. März 1889, 1889
- Geschichte der Stadt Wusterhausen an der Dosse. Petrenz, Neu-Ruppin 1888, új kiadás: Ed. Rieger, Berlin, [2000]

## Fordítás
- Ez a szócikk részben vagy egészben  a   Karl Altrichter című német Wikipédia-szócikk ezen változatának fordításán alapul.  Az eredeti cikk szerkesztőit annak laptörténete sorolja fel. Ez a jelzés csupán a megfogalmazás eredetét és a szerzői jogokat jelzi, nem szolgál a cikkben szereplő információk forrásmegjelöléseként.